# Ulf K. Nordenson
Ulf Krister Nordenson, född 20 maj 1924 i Sofia församling, Stockholm, död 12 maj 2000 i Oscars församling i Stockholm, var en svensk jurist.
Ulf K. Nordenson studerade vid Uppsala universitet där han blev jur.kand. 1949, antogs efter tingstjänstgöring 1949–1952 som extra fiskal i Svea hovrätt 1953 och blev extra ordinarie 1954. Han arbetade som sekreterare vid Svenska Arbetsgivareföreningen 1955–1956, blev assessor i Svea hovrätt 1960, hovrättsråd 1969, departementsråd i Justitiedepartementet 1965, rättschef i departementet 1969 samt t.f. statssekreterare 1973. Han var justitieråd i Högsta domstolen 1974–1983. Efter pensioneringen från Högsta domstolen var han verksam som juridisk konsult. Han promoverades 1980 till juris hedersdoktor vid Stockholms universitet.
Nordenson var ordförande i 1977 års sexualbrottskommitté. Han har även författat boken Trafikskadeersättning - Kommentarer till trafikskadelagen som utgör en grundpelare inom praktisk tillämpning av trafikskadelagen.

## Familj
Nordenson var son till Harald och Clare Nordenson. Han var åren 1949–1965 gift med Skansen-chefen Eva Nordenson; tillsammans fick de barnen journalisten Magdalena Nordenson, skådespelaren Jacob Nordenson och advokaten Per Nordenson. 
Ulf K. Nordenson är begravd på Norra begravningsplatsen utanför Stockholm.